# Fatima Meer
Fatima Meer (* 12. August 1928 in Durban, Südafrika; † 12. März 2010 ebenda) war eine südafrikanische Soziologin, Autorin, Menschenrechts- und Antiapartheids-Aktivistin, die der Organisation South African Black Women’s Federation als Präsidentin vorstand. Sie wuchs als Tochter eines Journalisten und des Herausgebers der Wochenzeitung The Indian Views auf, der ältesten indischen Zeitung für Muslime in Südafrika.

## Leben

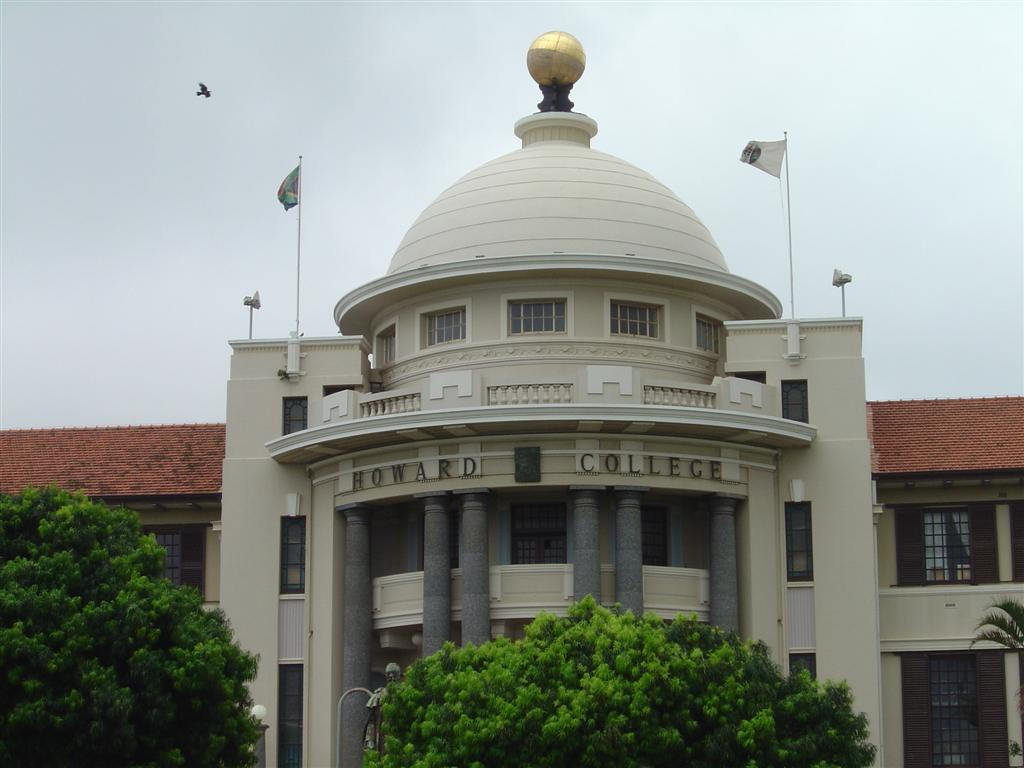
Historisches Gebäude der Universität von KwaZulu-Natal

### Jugend und Ausbildung
Fatima Meer wurde als zweites von acht weiteren Geschwistern in Durban geboren. Ihre Eltern waren Moosa Ismail Meer und Rachel Farrel. Ihre Mutter nahm nach ihrem Übertritt zum Islam den Vornamen Amina an. Die Eltern verfügten über vielfältige gesellschaftliche Beziehungen in Südafrika. Die Tätigkeit des Vaters als Herausgeber der Zeitung Indian Views (erschien von 1914 bis 1972) hatte Fatima Meer frühzeitig beeinflusst. Der ehemalige Agent-General der Indischen Regierung in Südafrika, Raja Maharaj Singh, bezeichnete diese Zeitung als das „führende indische Blatt in Südafrika“. Die Indian Views richteten sich an die Gujarati sprechenden Muslime Südafrikas. Die Geburtsstadt von Fatima Meer ist ein Zentrum der indischen Diaspora auf dem afrikanischen Kontinent und ehemalige Wirkungsstätte von Mahatma Gandhi.
Nach ihrem Schulabschluss an der Durban Indian Girls’ High School studierte sie an der 1910 gegründeten Universität von Natal und erwarb dort den Bachelor und Master in Soziologie. Kurzzeitig war sie an der Witwatersrand-Universität in Johannesburg vertreten. Ihre erworbenen Bildungsabschlüsse waren für eine junge Frau zu jener Zeit in Südafrika eine Seltenheit.

### Frühe politische Aktivitäten
Ihr politisches Engagement begann bereits in der Schulzeit. Hier beteiligte sie sich 1944 an der Organisation der Hungerhilfe für Bengalen. Im Jahr 1946 findet man sie unter den Beteiligten der Indian Passive Resistance Campaign gegen die Politik des südafrikanischen Staates. In diesem Rahmen sprach sie bei Kundgebungen und arbeitete mit den politischen Führern dieser Bewegung, Yusuf Dadoo und Monty Naicker, zusammen. In der Folge dieser politischen Arbeit wurden zahlreiche Aktivisten verhaftet und zu mehrjährigen Haftstrafen verurteilt. Im Zuge dieser Entwicklungen lernte sie ihren späteren Mann kennen, der ein Mitglied der großen Familie Meer war.

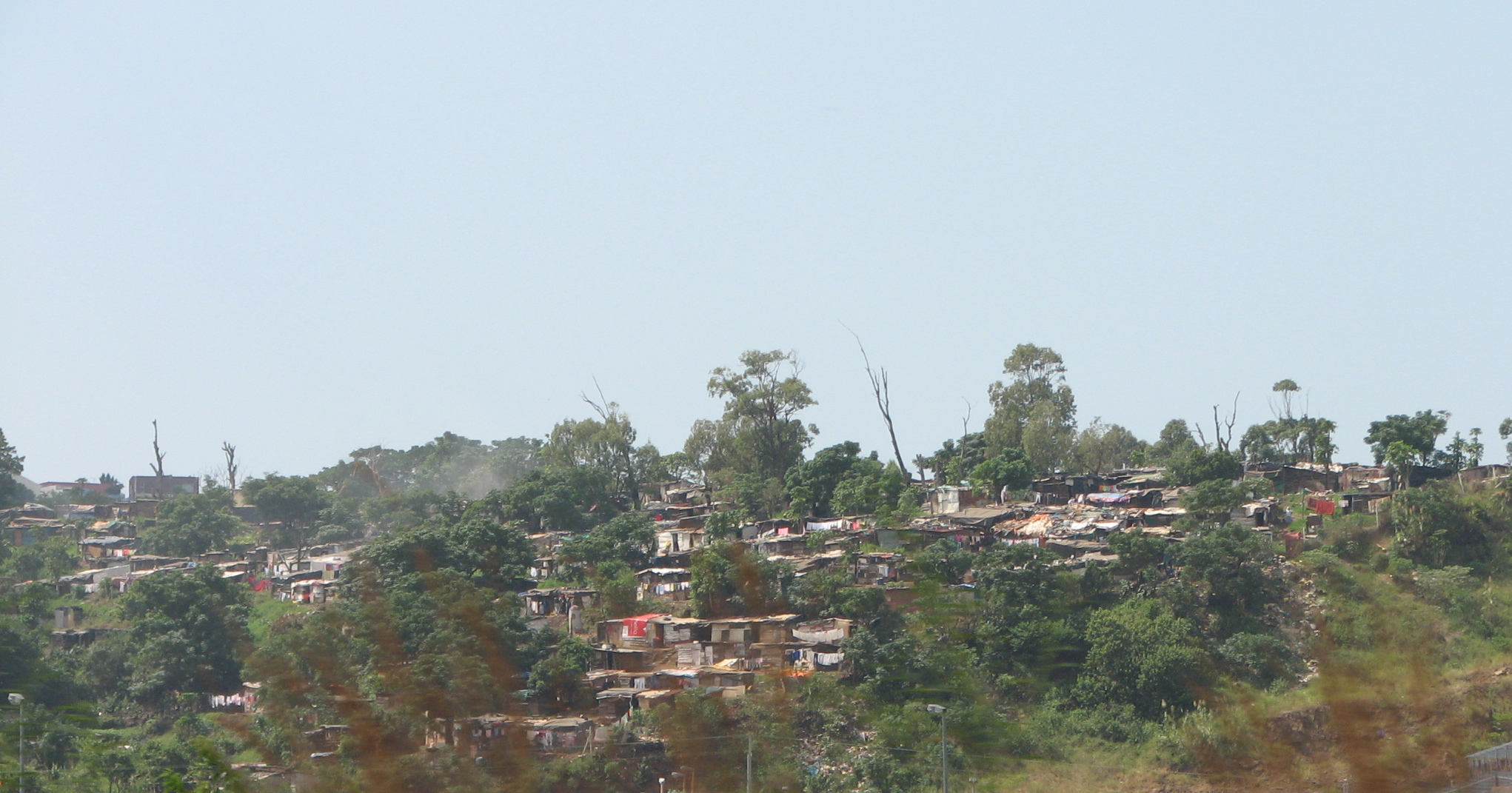
Elendsviertel in Durban

Als im Jahr 1949 große „Rassen“-Unruhen das Land erschütterten, entschloss sie sich für ein Engagement, das dem politischen Zusammenschluss indischer und anderer Minderheiten mit schwarzen Bevölkerungsgruppen dienen sollte. Gemeinsam mit Bertha Mkhize (Präsidentin der ANC Frauen-Vereinigung / African National Congress Women’s League) organisierte sie in Durban Hilfe für die Elendsviertel, den Aufbau einer Kinderkrippe und arbeitete für die Verständigung, Versöhnung und gewaltfreie Arbeit unter den verschiedenen Bevölkerungsgruppen.
Die erste staatliche Restriktion gegen Fatima Meer erging erstmals im Zeitraum von 1952 bis 1954. Ihre Bannung wurden auf der Basis des Suppression of Communism Act (Act No 44 / 1950) ausgesprochen. Damit untersagte man ihr die Teilnahme an öffentlichen Veranstaltungen und das Recht zu Publikationen. Zusätzlich durfte sie die Stadtregion Durban nicht verlassen. Die politischen Aktivitäten von ihr und ihrem Mann brachte sie in dieser Zeit mit Vertretern des African National Congress/ANC in Kontakt. Das war in der Folge für das Zusammengehen der indischen Minderheit mit den Vertretern der Befreiungsbewegung der schwarzen Südafrikaner von großer Bedeutung. Daraus entwickelten sich eine Freundschaft mit der Familie von Nelson Mandela und informelle Kontakte zu Albert Luthuli, Walter Sisulu sowie Oliver Tambo.
In Pietermaritzburg nahm sie 1954 an mehreren Demonstrationen der Anti-Pass-Bewegung teil, in deren Folge über 600 demonstrierende Frauen in Haft genommen wurden.

### Der Pass-Marsch und das Sharpeville-Massaker

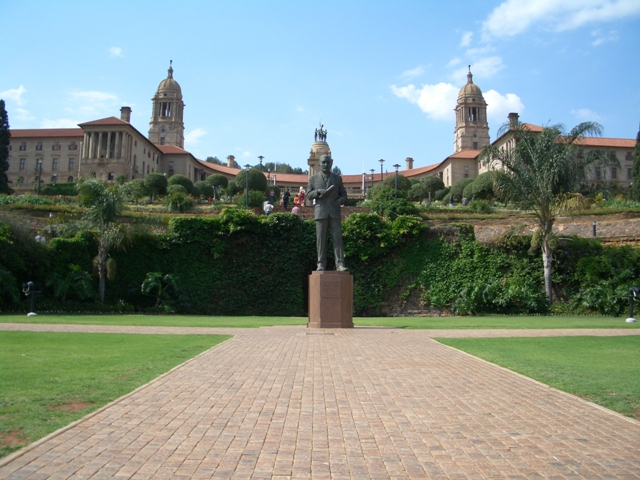
Union Buildings in Pretoria

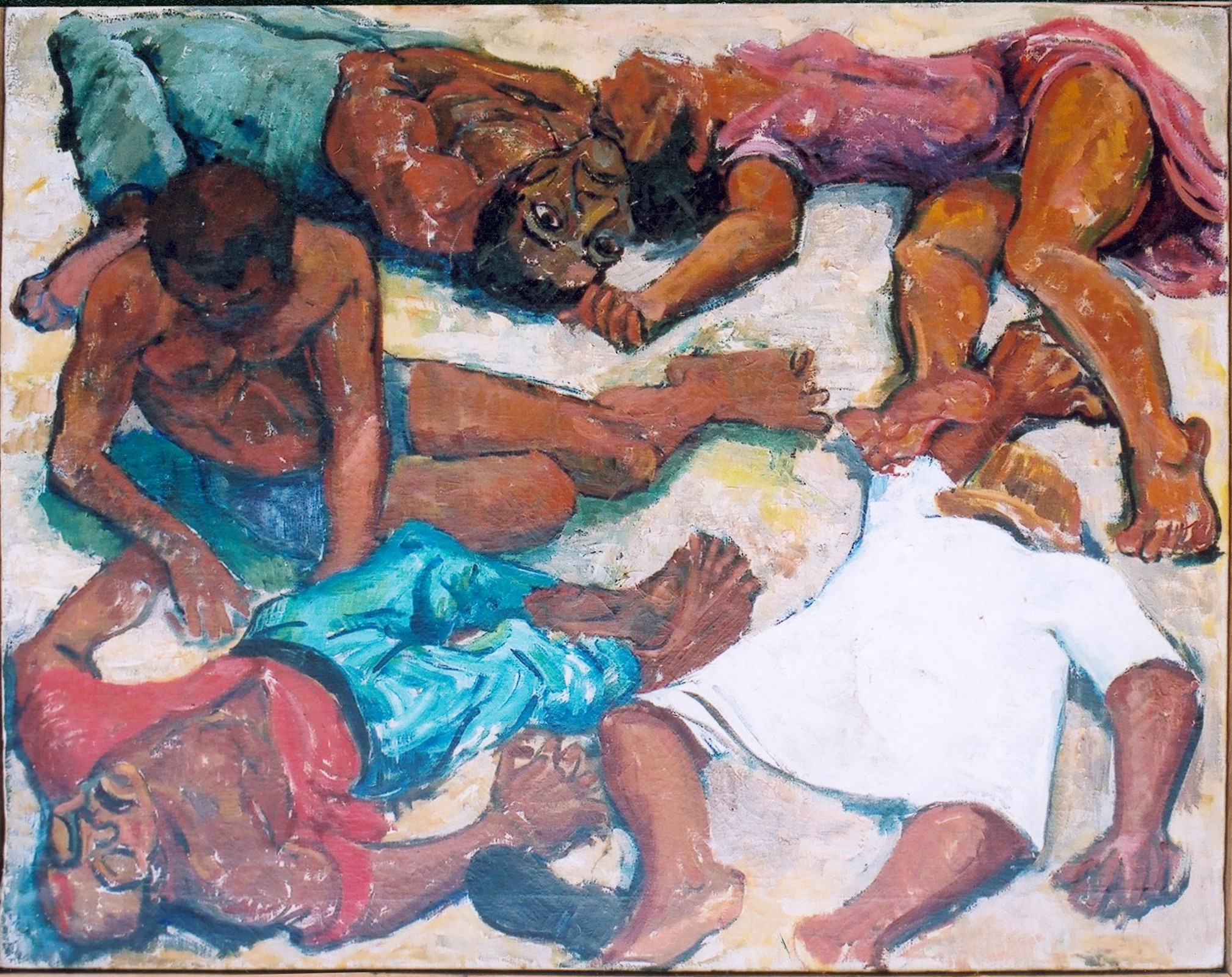
Erinnerung an das Massaker von Sharpeville

Im Jahr 1955 war sie Gründungs- und Vorstandsmitglied der Federation of South African Women. Diese Frauenorganisation führte ein Jahr später unter dem Slogan „within’ imbokodo“ den Anti-Pass-Marsch auf die Union Buildings (Regierungsgebäude) in Pretoria durch. Bei diesem Protestmarsch von 20.000 Frauen ging es um die Kritik an einem neuen staatlichen Ausweisdokument (Natives (Abolition of Passes and Coordination of Documents) Act / Act No 67 / 1952) mit biometrischen Daten für den innerstaatlichen Gebrauch, das nur für schwarze Südafrikaner ausgegeben wurde und neben einem Passfoto die jeweiligen Fingerabdrücke enthielt. Diese staatliche Maßnahme war als ein der flächendeckenden Aufenthaltsüberwachung dienendes Segregationsinstrument im Apartheidssystem erdacht und konzipiert worden. Mit diesem Marsch wurde eine Petition an den damaligen Premierminister Johannes Gerhardus Strijdom öffentlich gemacht. Das Pass-Problem gipfelte in dem Massaker von Sharpeville im Jahr 1960. Danach rief Südafrika den Notstand (State of Emergency) aus. In der Folge der Proteste wurden zahlreiche Aktivisten ohne Richterbeschluss und Gerichtsverfahren in Haft genommen. Darunter befand sich auch ihr Ehemann, der sich als führender Aktivist der Folgeaktionen in Natal betätigt hatte. Fatima Meer organisierte in dieser Zeit wöchentliche Mahnwachen in Durban und humanitäre Unterstützung für die Familien einiger Inhaftierter.

### Periode mit überregionaler Wirkung
Um 1970 war sie zu einer landesweit bekannten Antiapartheidskämpferin geworden. Auf diese Weise entwickelte sich eine Zusammenarbeit mit der Südafrikanischen Studentenorganisation (South African Students’ Organisation/SASO) unter der Leitung von Steve Biko. In dieser Zeit gründete Fatima Meer den Natal Education Trust, mit dem sie größere Geldsummen unter der indischen Bevölkerungsminderheit sammelte, um Schulen in den Townships Umlazi, von Port Shepstone und von Inanda zu errichten.
Im Jahr 1972 gründete Fatima Meer das Institute of Black Research (IBR). Es nahm in der Folge seiner Tätigkeit eine führende Stellung zu Fragen der schwarzen Bevölkerung in Südafrika ein. Dem Institut war ein Verlag und eine private Wohlfahrtsorganisation angeschlossen.
Zwischen Dezember 1972 und Januar 1973 besuchte sie als Teilnehmerin des International Visitor Leadership Program (IVLP) vom US-Außenministerium die Vereinigten Staaten. Nach ihrer Rückkehr begannen Vorarbeiten zur Gründung einer antirassistischen Frauenbewegung im gesamten Südafrika. An der Tagung der Black Renaissance Convention im Dezember 1974 nahm Fatima Meer teil. Im Dezember 1975 wird sie zur ersten Vorsitzenden der neu gegründeten South African Black Women’s Federation gewählt. Zu ihren Vorstandsmitgliedern gehörten beispielsweise Kate Jonkers, Deborah Mabelitsa, Winnie Mandela und Jeanie Noel. Für die von ihr vorgebrachte Kritik an den Apartheidsverhältnissen erlebte sie erneute staatliche Repressionen und wird neben elf weiteren Frauen ab August 1976 für sechs Monate ohne Verurteilung in Einzelhaft genommen. Bei ihren Mitgefangenen in Johannesburg Fort handelte es sich um Winnie Mandela und Mitgliedern der South African Black Women's Federation. Kurz nach der Haftentlassung verübten Vertreter des Apartheidsystems mittels einer Brandbombe auf ihr Haus einen Anschlag. Ein Gast wurde dabei durch einen Schuss verletzt. Angesichts dieser Bedrohungen publizierte sie nun unter verschiedenen Pseudonymen. Im Jahr 1977 erließen die Behörden ein Verbot gegen die South African Black Women’s Federation und 17 weitere Organisationen.
Als Aktivistin für Menschenrechte in Südafrika war sie im Juli 1976 in der Gründungskonferenz des Institute of Black Studies unter den Hauptrednern vertreten. Daraufhin verfügten die südafrikanischen Behörden ein fünfjähriges Verbot zur Veröffentlichung ihrer Werke und ein Einreiseverbot in die Homelandgebiete innerhalb Südafrikas. Unter Nichtbeachtung des Betätigungsverbotes gründete sie 1979 in der Phoenix-Siedlung von Mahatma Gandhi das Tembalishe Tutorial College. Hier wurde auch ein Crafts Centre (Handwerker-Zentrum) eingerichtet, um arbeitslosen Menschen eine Ausbildung in Hauswirtschaftsarbeiten und Siebdruck zu ermöglichen. Beide Einrichtungen wurden 1982 von den Behörden geschlossen, weil sich Fatima Meer nicht an die ihr persönlich auferlegten Beschränkungen gehalten hatte, die Stadt Durban nicht zu verlassen.
Fatima Meer gelang es im Jahr 1981 die Unterstützung der indischen Staatspräsidentin Indira Gandhi für Stipendien aus Indien zu bekommen, damit dort junge Südafrikaner aus der indischstämmigen Bevölkerungsgruppe ein Studium der Medizin, Veterinärmedizin oder Politikwissenschaften aufnehmen konnten. Einige dieser bestätigten Stipendiaten erhielten von der Südafrikanischen Regierung dafür keine Ausreisegenehmigung.
In der Zeit von 1986 bis 1988 erhielten zahlreiche Schulabsolventen eine Vorbereitungsschulung mit dem Zweck der Aufnahme eines Studiums an eine südafrikanische Universität. Dazu diente das von ihr gegründete Institute of Black Research (IBR-Natal Education Organisation). Von diesem Programm machen 1200 junge Menschen Gebrauch. Für elf Schüler gelang ihr die Beschaffung eines Stipendiums.
Fatima Meer konnte die große öffentliche Bekanntheit und das ihr zu Teil werdende gesellschaftliche Ansehen für die Gründung weiterer Einrichtungen nutzbringend einsetzen. Im Jahr 1986 schuf sie die Phambili High School, wo 3000 Schüler aufgenommen wurden. Einige Jahre später, 1993, begründete sie das Khanyisa School Project für Kinder aus Slumsiedlungen bei Durban, um auf die spezifischen Lernbenachteiligungen einzugehen und sie auf die reguläre Schule vorzubereiten. Ferner schuf sie 1996 das Khanya Women's Skills Training Centre, das zur Fortbildung von parallel 150 Frauen im Erlernen des Schreibens, des Schneiderberufes und der Vermittlung von praktischen Kenntnissen über Betriebswirtschaft dient.

### Engagement für Infrastrukturentwicklung in ländlichen Gebieten

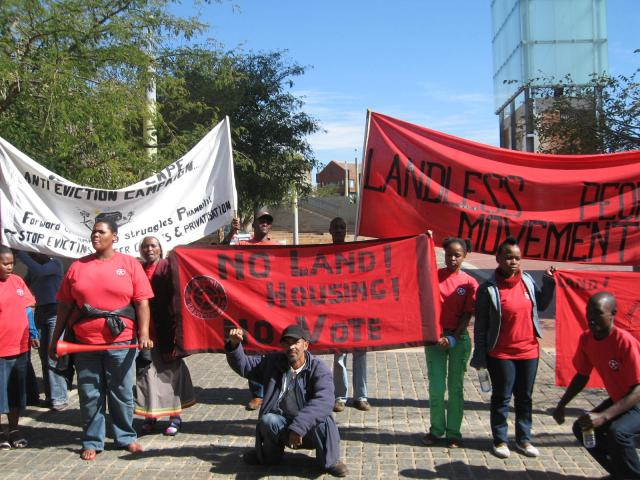
Proteste der Landlosen-Bewegung im Jahr 2009

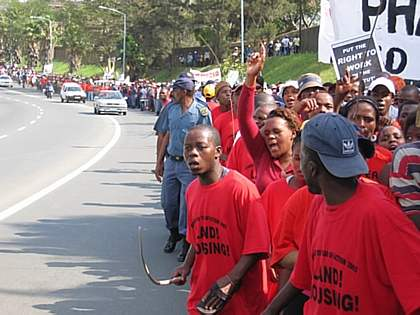
Hüttenbewohner protestieren wegen ihrer schlechten Lebensverhältnisse in Durban

Als exemplarisches Entwicklungsbeispiel im ländlichen Raum schuf sie 1992 das Projekt Clare Estate Environment Group, das der Gründung fester Existenzbedingungen für Binnenmigranten und Hüttenbewohnern aus ländlichen Gebieten diente, die durch die damalige südafrikanische Regierung kein Recht auf Ansiedlung in den städtischen Gebieten eingeräumt bekamen. Von dieser Aktivität waren die Siedlungen Springfield, Clare Estate und Sydenham im Westen von Durban betroffen. Diese Problematik ist bis heute nicht zufriedenstellend gelöst.

### Engagement nach 1994
In den ersten demokratischen Wahlen von 1994 erlangte Fatima Meer ein Parlamentsmandat, das sie nicht antrat. Stattdessen war sie in mehreren beratenden Funktionen für die neue Regierung tätig. Dazu zählte eine Beratertätigkeit für den Minister für Kunst, Kultur, Wissenschaft und Technologie sowie die Mitgliedschaft in der Nationalhymnen-Kommission, im Verwaltungsrat der South African Broadcasting Corporation und im Beraterstab von Präsident Nelson Mandela. Nach 1999 lenkte sie ihr Engagement auf die Linderung der Not in den Townships Chatsworth und Phoenix am Rande von Durban, wo viele arme Familien der indischstämmigen Bevölkerungsgruppe leben.
Der Tod ihres Mannes und des gemeinsamen Sohnes sowie einige Infarkte und Schlaganfälle gestalteten ihre späten Jahre sehr schwierig. Trotzdem setzte sie sich nach dem Jahr 2000 noch öffentlich für die Rechte der Palästinenser und gegen den jüngsten Afghanistankrieg ein.

## Akademische und publizistische Tätigkeiten
Von 1956 bis 1988 wirkte Fatima Meer an der Universität von Natal. Sie war die erste farbige Dozentin an einer „weißen“ Universität ihres Landes. Dort lehrte sie bis 1976 als Dozentin für Soziologie. Im selben Jahr verhaftete die Südafrikanische Sicherheitspolizei sie auf der Grundlage des §10 des Internal Security Act und hielt sie in Isolationshaft fest. Offiziell war Fatima Meer bis 1988 Mitglied des Universitätskollegiums. In dieser Zeit erwarb sie sich internationale Anerkennung.
Sie schrieb mehrere Fachaufsätze mit politischen Akzent, darunter „Suicide in Durban“, „Satyagraha in South Africa“, „Islam and Apartheid“, „African Nationalism – Some Inhibiting Factors in South Africa“. Für das Durbaner Monatsmagazin Views and News arbeitete sie regelmäßig.

### Ausgewählte Werke
Von Fatima Meer erschienen 25 Bücher, ferner 18 Titel als Herausgeberin und zahlreiche Zeitschriftenartikel. Sie verfasste Biografien, darunter eine von Nelson Mandela. Noch im hohen Alter nimmt sie mit kritischen Beiträgen (2007, 2008) am politischen Leben ihres Landes teil.
- Portraits of Indian South Africans. Avon House, Durban 1969
- Race and suicide in South Africa. Routledge & Kegan Paul, London / Henley-on-Thames / Boston 1976
- Apprenticeship of a Mahatma (A Biography of M.K. Gandhi 1869–1914). 1. Auflage (zusammen mit Karen Pillay), Phoenix Settlement Trust, Phoenix 1970 (zwischen 1976 und 1986 verbotene Schrift)
(1996 verfilmt) Das Buch enthält ein Vorwort von Alan Paton.
- Higher than hope: The authorized biography of Nelson Mandela. 1. Auflage, Skotaville Publishers, Skotaville 1988
- Morgen werden sie mich hängen: Südafrika – Die Geschichte des jugendlichen Attentäters Andrew Zondo. Rowohlt, Reinbek 1989
- The Making of the Mahatma. 1996, Film von Shyam Benegal nach dem Buch von Fatima Meer, 1996 ausgezeichnet mit dem National Film Award for Best Feature, Film in Englisch

## Funktionen und Würdigungen
- Direktorin des Institute for Black Research an der University of Natal (heute Universität von KwaZulu-Natal)
- Honorary Research Fellow (Forschungs-Fellow h. c.) an der Fakultät Soziologie ihrer Universität

- Ehrendoktor in Philosophie, Swarthmore College in Philadelphia, 1984[2]
- Awanaza Honours Award, 1988[3]
- Imaam Abdulla Haroon Award vom American Muslim Council für ihren Widerstand gegen Unterdrückung und Rassendiskriminierung in Südafrika (Imaam Abdulla Haroon Award for Struggle Against Oppression and Racial Discrimination in South Africa), 1990[4][3]
- Ehrendoktor Humane Letters (deutsch etwa: Menschlichkeit), Bennett College in Greensboro NC, 1994[2]
- Vishwa Gujari Contribution to Human Rights Award, in Ahmedabad 1994[3][5]
- Ehrendoktor in Sozialwissenschaften, Universität von Natal in Durban, 1998[2][3]
- Woman who has Manifest Excellence in her Community and Country Award des Islamic Unity Convention Women's Forum, Kapstadt 1998
- Top 100 Women Who Shook South Africa, Magazin Femina, 1999
- Order for Meritorious Service in Silber[6]
- Pravasi Bharatiya Samman, höchste Auszeichnung des Indischen Staatspräsidenten für herausragende Leistungen an Inder und Indischstämmige im Ausland, Neu-Delhi 2003[7][8]
- Weltsozialforum in Mumbai, eines der sechs Jurymitglieder für das World Court of Women on US War Crimes, 2004[4]
- South African Women for Women Award, 2006 (Bereich Menschenrechte)[9]
- Ehrendoktor in Literaturwissenschaften, Rhodes University in Grahamstown, 2007[4][10]
- Ponnady Award der Tamil Women’s Progressive Movement, 2008[5]

## Persönliches
Sie war seit 1950 mit dem Rechtsanwalt Ismail Chota Meer (* 1918; † 2000) verheiratet, der ein Cousin von ihr ist und ebenfalls mehrfach der Verfolgung durch die Behörden ausgesetzt war. Zusammen förderten sie das Theaterleben der schwarzen Südafrikaner in Durban.
Der Sohn Raschid war wegen seines bürgerrechtlichen Engagements ohne Anklage und Verurteilung in Haft der südafrikanischen Sicherheitsbehörden. Er verstarb bei einem Autounfall im Jahr 1995.
Ihre Tochter Yasmin Shenaz Meer ist Juristin, wurde 1995 Direktorin des Legal Resources Centre und arbeitet seit 1996 als Richterin am Land Claims Court in Johannesburg. Seit dem 27. Januar 2003 ist sie auch als Richterin am Cape of Good Hope Provincial Division of the High Court in Kapstadt tätig.
Die andere Tochter Shamim Meer ist als studierte Stadtplanerin (Massachusetts Institute of Technology) auf dem Gebiet der Sozialwissenschaften international aktiv und hat als Autorin mehrere Bücher verfasst.